# Ludovic Genest
Ludovic Genest, né le 18 septembre 1987 à Thiers, est un footballeur français évoluant au poste de milieu offensif ou d'attaquant.

## Biographie
Ludovic Genest fait sa formation à l'AJ Auxerre. Il commence sa carrière dans l'équipe réserve de l'AJA où il obtient un faible temps de jeu. Pour la saison 2008-2009, il est prêté au SC Bastia. 
En juin 2009, il s'engage pour deux saisons avec le Stade lavallois tout juste promu en Ligue 2.
Le 31 mai 2011, il signe au SC Bastia, club pour lequel il a déjà joué, jusqu'en 2013. À l'issue de la saison 2011-2012 et l'accession en Ligue 1, le SC Bastia prête Ludovic Genest au FC Istres le 20 juillet 2012.
Le 29 janvier 2014, il s'engage avec l'US Créteil-Lusitanos pour 18 mois,, qui évolue alors en Ligue 2. Lors de la saison 2014-2015 il est l'un des deux délégués syndicaux de l'UNFP au sein de l'US Créteil.
Libre, il rejoint le Clermont Foot en s'y engageant pour deux saisons le 26 mai 2015.
En juin 2017, il s'engage avec l'ASF Andrézieux, club de National 2
En janvier 2018, il retourne au SC Bastia évoluant alors en National 3. 
Après sa carrière de joueur, il devient arbitre fédéral

## Carrière
| Saison                | Club                  | Championnat           | Championnat | Championnat | Coupe nationale | Coupe nationale | Coupe de la Ligue | Coupe de la Ligue | Compétition(s) continentale(s) | Compétition(s) continentale(s) | Compétition(s) continentale(s) | Total | Total |
| Saison                | Club                  | Division              | M.          | B.          | M.              | B.              | M.                | B.                | Comp.                          | M.                             | B.                             | M.    | B.    |
| 2005-2006             | AJ Auxerre            | 1                     | 1           | 0           | 1               | 0               | -                 | -                 | -                              | -                              | -                              | 2     | 0     |
| 2006-2007             | AJ Auxerre            | 1                     | -           | -           | -               | -               | -                 | -                 | CI                             | 1                              | 0                              | 1     | 0     |
| 2007-2008             | AJ Auxerre            | 1                     | 2           | 0           | -               | -               | -                 | -                 | -                              | -                              | -                              | 2     | 0     |
| 2008-2009             | SC Bastia (prêt)      | 2                     | 30          | 4           | 2               | 2               | 2                 | 0                 | -                              | -                              | -                              | 34    | 6     |
| 2009-2010             | Stade lavallois       | 2                     | 36          | 5           | 3               | 0               | 2                 | 2                 | -                              | -                              | -                              | 41    | 7     |
| 2010-2011             | Stade lavallois       | 2                     | 36          | 4           | 2               | 1               | 2                 | 0                 | -                              | -                              | -                              | 40    | 5     |
| 2011-2012             | SC Bastia             | 2                     | 23          | 2           | 2               | 1               | 1                 | 0                 | -                              | -                              | -                              | 26    | 3     |
| 2012-2013             | FC Istres (prêt)      | 2                     | 29          | 3           | 2               | 0               | 1                 | 0                 | -                              | -                              | -                              | 32    | 3     |
| 2013-2014             | SC Bastia             | 1                     | 2           | 1           | 1               | 0               | 1                 | 0                 | -                              | -                              | -                              | 4     | 1     |
| 2013-2014             | US Créteil-Lusitanos  | 2                     | 9           | 1           | -               | -               | -                 | -                 | -                              | -                              | -                              | 9     | 1     |
| 2014-2015             | US Créteil-Lusitanos  | 2                     | 28          | 0           | 1               | 0               | 3                 | 1                 | -                              | -                              | -                              | 32    | 1     |
| 2015-2016             | Clermont Foot         | 2                     | 16          | 1           | 2               | 0               | 2                 | 0                 | -                              | -                              | -                              | 20    | 1     |
| Total sur la carrière | Total sur la carrière | Total sur la carrière | 212         | 21          | 16              | 4               | 14                | 3                 | -                              | 1                              | 0                              | 243   | 28    |

## Palmarès
- Champion de France de Ligue 2 2011-2012 avec le SC Bastia
- Champion de France de National 3 (groupe Corse-Méditerranée) en 2019 avec le SC Bastia.